# Anatoli Nikolajewitsch Perminow

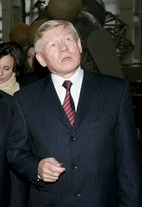
Anatoli Perminow 2007

Anatoli Nikolajewitsch Perminow (russisch Анатолий Николаевич Перминов, wiss. Transliteration Anatolij Nikolaevič Perminov; * 16. Juni 1945 in der Oblast Kirow, Russische SFSR, UdSSR) war vom 12. März 2004 bis 29. April 2011 der Leiter der russischen Raumfahrtbehörde Roskosmos. Er bekleidet den Rang eines Wirklichen Staatsrats 1. Klasse der Russischen Föderation.

## Leben
Perminov war Stabschef der strategischen Raketentruppen und von 2001 an Kommandant der Weltraumtruppen von Russland. Vom 12. März 2004 bis 29. April 2011 war er der Leiter der russischen Raumfahrtbehörde Roskosmos. Ihm folgte im Amt 2011 Wladimir Alexandrowitsch Popowkin. Perminov ist verheiratet und hat einen Sohn.
Perminow ist Kandidat der technischen Wissenschaften und Professor der Militärwissenschaften.